# Satomi Katsuzō
Satomi Katsuzō (japanisch 里見 勝蔵; geb. 9. Juni 1895 in Kyōto; gest. 13. Mai 1981) war ein japanischer Maler der Yōga-Richtung während der Taishō- und Shōwa-Zeit.

## Leben und Werk
Satomi Katsuzō begann sein Kunststudium unter Kanokogi Takeshirō an der Kunstakademie Kansai (関西美術院 Kansai bijutsuin), wechselte dann aber an die Abteilung für Malerei im westlichen Stil der staatlichen Kunstakademie Tōkyō (東京美術学校 Tōkyō bijutsu gakkō). Im Jahr 1917, als er sich noch in der Ausbildung befand, trat Satomi erstmals an die Öffentlichkeit mit dem Bild „Arbeiter“ (職工 Shokkō) auf der 4. jährlichen Ausstellung der Nika-kai (二科会) und mit dem Bild „Landschaft am Wasser“ (下濱風景 Shimohama fūkei) auf der 4. jährlichen Ausstellung des Nihon Bijutsuin.
Nach dem Abschluss an der Kunsthochschule Tōkyō ging Satomi 1921 nach Frankreich, wo er unter Vlaminck studierte. Seine „Notiz zum Besuch bei Gachet“ (ガシェ訪問記, Gashe hōmonki) wurde in Japan in der literarisch-künstlerischen Zeitschrift Shirakaba abgedruckt. Ab 1922 studierte er an der Académie de la Grande Chaumière. Während seines Aufenthalts in Frankreich wurde sein Beitrag „Rouault auf der Pariser Ausstellung sehen“ (巴里の展覧会－ルオーの展覧会を観る- Pari no tenrankai – Ruō no tenrankai o miru) in der Zeitschrift Chūō bijutsu (中央美術) publiziert. Es war die erste Vorstellung dieses Künstlers in Japan. – Satomi machte auch seinen etwas jüngeren Kollegen Saeki Yūzō mit Vlaminck bekannt.
1925 kehrte Satomi nach Japan zurück und zeigte auf der 12. Ausstellung der Nika-kai sechs Bilder, die in Frankreich entstanden waren, darunter das „Erinnerung an Marlene“ (マリーヌの記念 Marīnu no kinen). Dafür erhielt er den Chogyū-Preis. 1926 beteiligte Satomi sich an der Gründung der „1930-Gesellschaft“ (1930年協会 1930-nen kyōkai), 1927 zeigte er auf der 14. Nika-kai sieben Werke, darunter „Liegende Frau“ (横わる女 Yokotawaru onna). Er gewann auf dieser Ausstellung den Nika-Preis und wurde außerordentliches Mitglied der Nika-kai. 1929 verließ er die 1930-Gesellschaft und wurde ordentliches Mitglied der Nika-kai. Aber im folgenden Jahr trennte er sich auch von dieser Gesellschaft und beteiligte sich an der „Gesellschaft für unabhängige Kunst“ (独立美術協会 Dokuritsu bijutsu kyōkai). Diese Gesellschaft verließ Satomi 1937, um völlig unabhängig zu sein.
Nach dem Pazifikkrieg wurde Satomi 1954 Mitglied in der Kokuga-kai (国画会) und stellte seitdem dort aus. Im selben Jahr besuchte er noch einmal Europa und traf wieder mit Vlaminck, Gachet und Zadkine zusammen.
Satomi bezog von Anfang an eine antiakademische Position, war zeitlebens dem Fauvismus verbunden. Zu seinen repräsentativen Werken gehören „Akt“ (裸婦 Rafu; 1926) und „Frau“ (女 Onna; 1936). Er übersetzte ein Buch über Vlaminck und verfasste selbst eins über ihn mit dem Titel „Vlaminck“ (ブラマンク Buramanku). 1995 wurde anlässlich seines 100. Geburtstages eine Gedächtnisausstellung im Nationalmuseum für moderne Kunst in Kyōto veranstaltet.